# Годонвиль
Годонви́ль (фр. Gaudonville) — коммуна во Франции, находится в регионе Юг — Пиренеи. Департамент — Жер. Входит в состав кантона Сен-Клар. Округ коммуны — Кондом.
Код INSEE коммуны — 32139.

## География

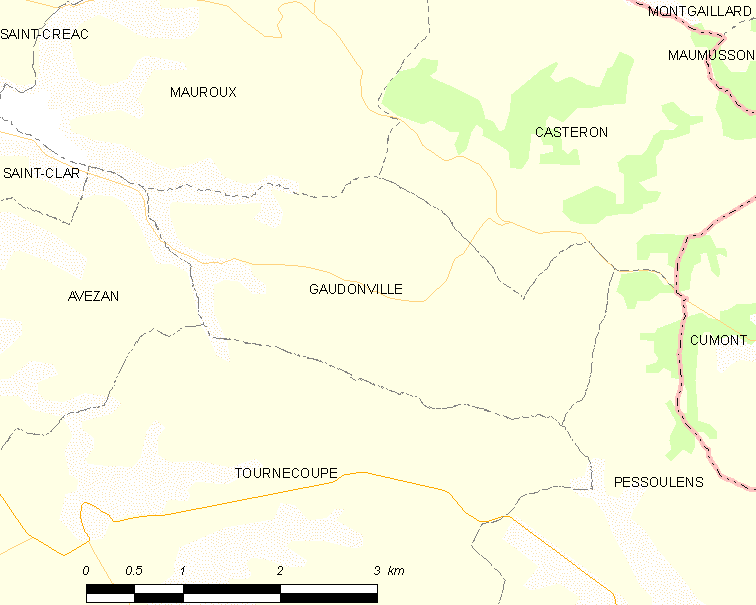
Карта коммуны

Коммуна расположена приблизительно в 570 км к югу от Парижа, в 60 км северо-западнее Тулузы, в 34 км к северо-востоку от Оша.

## Климат
Климат умеренно-океанический. Лето жаркое и немного дождливое, температура часто превышает 35 °С. Зимой часто бывает отрицательная температура и ночные заморозки. Годовое количество осадков — 700—900 мм.

## Население
Население коммуны на 2010 год составляло 122 человека.
| 1962 | 1968 | 1975 | 1982 | 1990 | 1999 | 2010 |
| ---- | ---- | ---- | ---- | ---- | ---- | ---- |
| 160  | 155  | 129  | 132  | 122  | 103  | 122  |

## Администрация
| Период | Период | Фамилия     | Партия | Примечания |
| ------ | ------ | ----------- | ------ | ---------- |
| 2001   | 2008   | Макс Кламан |        |            |
| 2008   | 2020   | Жак Сулан   |        |            |

## Экономика
В 2010 году среди 77 человек трудоспособного возраста (15-64 лет) 51 были экономически активными, 26 — неактивными (показатель активности — 66,2 %, в 1999 году было 66,2 %). Из 51 активных жителей работали 49 человек (27 мужчин и 22 женщины), безработных было 2 (1 мужчина и 1 женщина). Среди 26 неактивных 4 человека были учениками или студентами, 16 — пенсионерами, 6 были неактивными по другим причинам.

## Достопримечательности
- Церковь Св. Михаила (реконструирована в XV веке)
- Башня с часами (XII век)